# علی مقداری
علی مقداری (زاده ۱۳۳۹، محله نازی‌آباد، تهران) استاد تمام بازنشسته دانشکده مهندسی مکانیک دانشگاه صنعتی شریف است. او دارای مدرک دکترا مهندسی مکانیک از دانشگاه نیومکزیکو آمریکا است و مؤسس آزمایشگاه رباتیک اجتماعی-شناختی و قطب علمی طراحی، رباتیک و اتوماسیون در دانشگاه صنعتی شریف می‌باشد. در تاریخ چهاردهم فروردین ماه ۱۴۰۰ همزمان با سالروز تولدش با درخواست خود و موافقت دانشگاه صنعتی شریف با ۳۴ سال سابقه خدمت در دانشگاه صنعتی شریف و در سن ۶۱ سالگی با پایه ۴۰ بازنشسته «بهنگام» (به تعبیر خود) شد تا راه برای جذب استادان تازه فارغ‌التحصیل و جوان بازتر شود. وی با راه اندازی و تأسیس دانشگاه بین الملل فرشتگان برای شهروندان با نیازهای ویژه با محوریت جامعه ناشنوا (استثنائی)، در سال ۱۴۰۰ لقب فرشتگان را برگزید و آن را به میانه نام کامل خود به‌صورت علی «فرشتگان» مقداری افزود.

## زندگی‌نامه و تحصیلات
علی مقداری در سال ۱۳۳۹ در تهران متولد شد و در مدارس «نادر»، «کعبه آمال» و «عدل» تحصیلات دبستان، راهنمایی، و دبیرستان را دنبال کرد. سپس در سال ۱۳۵۶ از دبیرستان بابک در شهر کرج فارغ‌التحصیل شد. در تاریخ ۸ اسفند ۱۳۵۷ و بعد از پیروزی انقلاب اسلامی با اخذ پذیرش از کالج (به قصد تحصیل با هزینه شخصی) به شهر شیکاگو، ایلینوی در آمریکا رفت. بعد از حدود یک سال اقامت، کار و تحصیل در شیکاگو، به ایالت میزوری رفت و مدرک کارشناسی خود را در رشته مهندسی مکانیک و هوافضا از دانشگاه میزوری در سال ۱۹۸۲ دریافت کرد. او سپس به ایالت ایلینوی بازگشت و کارشناسی ارشد خود را در مهندسی مکانیک اواخر سال ۱۹۸۳ در دانشگاه ایلینوی شمالی تمام کرد. برای دوره دکتری به ایالت نیومکزیکو رفت و با اخذ بورس تحصیلی در رشته مهندسی مکانیک از دانشگاه نیومکزیکو در سال ۱۹۸۷ فارغ‌التحصیل شد؛ و همچنین دوره پژوهشی پسا دکترا را در آزمایشگاه ملی لس آلاموس آمریکا گذراند.
مقداری پس از اتمام تحصیلات در آمریکا به ایران بازگشت و از اول دیماه ۱۳۶۶ در دانشگاه صنعتی شریف با رتبه استادیار استخدام شد و به عنوان اوّلین فارغ‌التحصیل دکتری حوزه رباتیک در ایران، پیشگام آموزش و پژوهش علم رباتیک در ایران شد. وی در سال ۱۳۷۱ به رتبه دانشیاری و در سال ۱۳۷۶ به استادی ارتقاء یافت و در همان سال از سوی انجمن مهندسان مکانیک ایران لقب جوانترین استاد تمام مهندسی مکانیک کشور را گرفت. وی در تاریخ چهاردهم فروردین ماه ۱۴۰۰ همزمان با سالروز تولدش با درخواست خود و موافقت دانشگاه صنعتی شریف با ۳۴ سال سابقه خدمت در سن ۶۱ سالگی به عنوان جوانترین استاد تمام مهندسی مکانیک کشور بازنشسته «بهنگام» (به تعبیر خود) شد تا مروج ومشوق فرهنگی متفاوت برای بازترکردن مسیر جذب استادان جوان و تازه فارغ‌التحصیل در دانشگاه‌ها و نهادهای علمی گوناگون شود. کتاب خاطرات او با عنوان "کاشف" چاپ انتشارات دانشگاه صنعتی شریف درسال ۱۴۰۱ قابل دسترس است 
مقداری هم‌اکنون به عنوان استاد تمام بازنشسته پایه ۴۰ دانشکده مهندسی مکانیک دانشگاه صنعتی شریف مشغول به فعالیت‌های گوناگون علمی-اجرایی است. زمینه‌های تحقیقاتی وی سینماتیک و دینامیک ربات‌ها، رباتیک اجتماعی - شناختی، بیو و نانو رباتیک، بیومکانیک و مکاترونیک است.
دکتر مقداری ۲۳ تیرماه سال ۱۴۰۴ در مجله نیچر یادداشتی را با عنوان «دانشمندان در همه جا باید محافظت شوند » برای حمایت از استادان و پژوهشگران ایرانی در برابر ترورهای اخیر دانشمندان توسط اسرائیل به چاپ رساند.

## کارهای اجرایی
- دبیر اولین المپیاد ملی علمی-مهارتی دانشجویان دارای معلولیت با حمایت بنیاد ملی نخبگان( https://paraolympiad.ir/# )، (دی ۱۴۰۳ تا اردیبهشت ۱۴۰۴)
- مسئول راه‌اندازی و سرپرست دانشگاه آزاد اسلامی-واحد بین‌الملل فرشتگان، بامحوریت جامعه ناشنوایان (آذر ۱۳۹۷ تاکنون)
- عضو ستاد آمایش آموزش عالی وزارت علوم، تحقیقات و فناوری و مشاور معاون آموزشی وزارت عتف (بهمن ۱۳۹۶ تا اسفند ۱۳۹۹)
- مدیر کل دفتر آموزش، پژوهش و فناوری وزارت نیرو (از آذر ۱۳۹۴ تا بهمن ۱۳۹۶)
- رئیس مرکز امور هیئت علمی، دانشگاه آزاد اسلامی-سازمان مرکزی (اسفند ۱۳۹۲ تا مرداد ۱۳۹۴)
- مدیر پردیس پژوهش و فنآوری دانشگاه صنعتی شریف،[۵] جذب منابع مالی، نظارت بر طرح و آماده‌سازی زمین درمنطقه ۲۲ تهران (اردیبهشت ۱۳۹۲ تا اردیبهشت ۱۳۹۴)
- معاون  آموزشی و تحصیلات تکمیلی - دانشگاه صنعتی شریف (مهر ۱۳۸۰ تا مهر ۱۳۸۹)
- رئیس و بنیانگذار مرکز زبان‌ها و زبان‌شناسی - دانشگاه صنعتی شریف (از فروردین ۱۳۸۸ تا اردیبهشت ۱۳۹۲)
- مدیر و مؤسس قطب علمی طراحی، رباتیک و اتوماسیون - دانشگاه صنعتی شریف (فروردین ۱۳۸۰ تا ۳۱ تیر ۱۳۹۹)
- عضو شورایعالی پردیس بین‌الملل کیش - دانشگاه صنعتی شریف (فروردین ۱۳۸۲ تا مهر ۱۳۸۹)
- رئیس دانشکده مهندسی مکانیک - دانشگاه صنعتی شریف - ۲ دوره (تیر ۱۳۷۵ تا شهریور ۱۳۷۹)
- معاون آموزشی دانشکده مهندسی مکانیک - دانشگاه صنعتی شریف (تیر ۱۳۷۱ تا اردیبهشت ۱۳۷۵)
- مدیر گروه مهندسی پزشکی - بیومکانیک، دانشگاه صنعتی شریف (مهر ۱۳۶۸ تا اسفند ۱۳۷۲)
- دبیر اولین کنفرانس کاربردهای مهندسی مکانیک در کشور، دانشگاه صنعتی شریف (فروردین ۱۳۷۰ تا خرداد ۱۳۷۱)
- معاون پژوهشی و ارتباط با صنعت دانشکده مهندسی مکانیک - دانشگاه صنعتی شریف (تیر ۱۳۶۷ تا آذر ۱۳۶۸)
- عضوستاد و/یا استاد راهنمای دانشجویان رزمنده، شاهد و ایثارگر دانشگاه صنعتی شریف (مهر ۱۳۶۸ تا کنون)
- مسئول سایت کامپیوتر، کتابخانه، و دوره‌های کارآموزی دانشکده مهندسی مکانیک، دانشگاه صنعتی شریف (فروردین ۱۳۶۷ تا اسفند ۱۳۶۹)
- عضو هیئت تحریریه مجله بین‌المللی ساینتیا ایرانیکا و سردبیر (SCIENTIA_IRANICA: Transaction G; Socio-Cognitive Engineering)
- عضو هیئت تحریریه مجله بین‌المللی سیستمهای هوشمند و رباتیک (Journal of Intelligent & Robotic Systems)
- عضو هیئت مدیره و هیئت مؤسس شرکت دانش بنیان آوا و نیما (دکتر ربات)
- سر دبیر میهمان مجله پژوهش در آموزش مهندسی چاپ اسپرینگر (https://www.springer.com/journal/42452/updates/17277408)
- سر دبیر میهمان مجله مهندسی اجتماعی-شناختی چاپ اسپرینگر (https://www.springer.com/journal/42452/updates/17273532)
- عضو هیئت ممیزی مرکزی وزارت علوم، تحقیقات و فنآوری، (۱۳۸۲ تا ۱۳۸۴)
- عضو هیئت ممیزی دانشگاه صنعتی شریف، (۱۳۸۲ تا ۱۳۹۸)
- عضو هیئت ممیزی دانشگاه شهید رجائی، (۱۳۹۳ تا ۱۳۹۵)
- عضو هیئت ممیزی مرکزی دانشگاه آزاد اسلامی، (۱۳۹۴ تا ۱۳۹۹)
- عضو و نماینده وزیر علوم در هیئت ممیزی دانشگاه بین‌المللی امام خمینی، (۱۳۹۷ تا ۱۰۴۱)

## افتخارات
تاکنون به پاس قدردانی از فعالیت‌های آموزشی، پژوهشی و اجرایی مختلف، از سوی مراجع گوناگون به ایشان لوح‌های تقدیر و جوایز مختلف اهدا شده‌است که عناوین آن‌ها در وبگاه شخصی ایشان آمده‌است. اَهم آن‌ها عبارت‌اند از:
- عضو وابسته فرهنگستان علوم جمهوری اسلامی ایران
- عضو شورای نخبگان بنیاد ملی نخبگان (۱۳۹۰–۱۳۹۸)
- کسب عنوان استاد نمونه کشور از سوی وزارت علوم، تحقیقات و فنآوری در سال ۱۳۸۱ (https://www.msrt.ir/fa)
- دریافت جایزه ملی علامه طباطبایی بنیاد ملی نخبگان در سال ۱۳۹۰
- عضو برجسته انجمن مهندسان مکانیک آمریکا (ASME FELLOW)
- جایزه بین‌المللی آیسسکو در تکنولوژی (ISESCO AWARD)
- عضو انجمن ملی نخبگان مهندسی آمریکا  Tau Beta Pi

## رزومه
google scholar
رزومه
CV 